# Pedro González-Trevijano
Pedro José González-Trevijano Sánchez ([ˈpeðɾo xoˈse ɡonˈθale θtɾeβixano ˈsanʧeθ]), né le 13 mars 1958 à Madrid, est un universitaire espagnol, spécialiste de droit constitutionnel. Il est président du Tribunal constitutionnel entre 2021 et 2022.
Après une carrière d'enseignant universitaire dans les années 1990, il est élu en 2002 recteur de l'université Roi Juan Carlos, sans concurrent. La situation se répète en 2005, mais pas en 2009, quand il fait face à deux concurrents, qu'il défait avec 70 % des voix. Sa réélection est annulée en 2011 par la justice pour des raisons de procédure, mais confirmée l'année suivante par le Tribunal constitutionnel.
En 2013, il est nommé par le gouvernement de Mariano Rajoy magistrat du Tribunal constitutionnel, dont il fait partie du secteur conservateur. Un scandale mettant en cause l'attribution de masters à des personnalités politiques par son ancienne université à l'époque où il en assumait la direction éclate en 2018, sans qu'il soit mis en cause directement. Il est rapporteur en 2021 de la décision qui déclare inconstitutionnelle la proclamation de l'état d'alerte pour faire face à la pandémie de Covid-19.
À la suite du renouvellement triennal de 2021, il est élu à l'unanimité président du Tribunal constitutionnel. Son mandat, qui dure un peu plus d'un an, jusqu'à son propre remplacement par le gouvernement de Pedro Sánchez, est marqué en décembre 2022 par la décision du Tribunal, prise à une voix de majorité, de suspendre l'examen par le Sénat d'une série d'amendements du Congrès des députés à une proposition de loi permettant de débloquer le renouvellement triennal du Tribunal le concernant.

## Formation
Pedro José González-Trevijano Sánchez naît le 13 mars 1958 à Madrid.
En 1980, il passe avec succès sa licence en droit à l'université complutense de Madrid (UCM), recevant le prix extraordinaire de fin d'études. Il obtient, sept ans plus tard, un doctorat auprès du même établissement, dans le même domaine d'études, avec la même reconnaissance académique.

## Vie professionnelle

### Professeur universitaire
La carrière universitaire de Pedro González-Trevijano débute en 1990, quand il est recruté comme professeur titulaire par l'université complutense. Il réussit en 1998 le concours de professeur des universités en droit constitutionnel, obtenant une place à l'université d'Estrémadure. L'année d'après, il change de campus et rejoint l'université Roi Juan Carlos (URJC), dans la banlieue de Madrid.
Il est nommé, toujours en 1998, sous-directeur du Centre des études politiques et constitutionnelles, qui dépend du ministère de la Présidence. Il occupe ce poste jusqu'en 2002. En 2000, dans le cadre d'un accord politique entre le Parti populaire (PP) et le Parti socialiste ouvrier espagnol (PSOE) sur le renouvellement de plusieurs organismes publics, il est proposé par le PP pour intégrer la commission électorale centrale (JEC), où il siège treize ans.

### Recteur de l'université Roi Juan Carlos
Pedro González-Trevijano présente, en mai 2002, sa candidature aux élections pour le poste de recteur de l'université Roi Juan Carlos. Il est parrainé par 118 des 144 professeurs de l'établissement. Candidat unique, bénéficiant d'après des sources anonymes citées par ABC de la bienveillance du département de l'Éducation de la communauté de Madrid, il est élu le 12 juin suivant avec 85 % des suffrages favorables. Pour les élections du 1er décembre 2005, scrutin anticipé de six mois par le conseil d'administration afin qu'il ait lieu pendant une période de cours, il est à nouveau le seul candidat en lice et recueille 71,4 % des suffrages exprimés. Il occupe, entre 2006 et 2009, la présidence de la conférence des recteurs universitaires de Madrid (CRUMA).
Il est réélu pour un troisième mandat le 26 novembre 2009, face à deux autres candidats. L'un des deux, le vice-recteur David Ríos, avait tenté sans succès de faire reporter le scrutin, arguant que le recteur sortant avait déjà accompli le nombre maximum de deux mandats, une disposition prévue par les statuts de l'université et revendiquée par González-Trevijano, lors de son adoption, comme une volonté personnelle. Pour Pedro González-Trevijano, sa candidature était légale puisque ces statuts ont été adoptés un an après le début de son premier mandat, une posture soutenue tant par le département de l'Éducation de la communauté de Madrid que la commission électorale. Vingt mois plus tard, en juin 2011, le tribunal supérieur de justice de Madrid donne raison à David Ríos, annule l'élection et ordonne sa répétition sans la candidature du recteur. En réaction, l'université saisit le Tribunal constitutionnel d'un recours en garantie des droits, qui valide, en novembre 2012, la réélection de Pedro González-Trevijano sur la base d'un argumentaire identique à celui de ce dernier.
C'est à l'époque où il assure la direction de l'URJC que de futures personnalités de premier plan comme Pablo Casado, Cristina Cifuentes ou encore Carmen Montón obtiennent chacun un master en droit public dans des conditions douteuses à l'Institut de droit public (IDP) — ouvert au début de son premier mandat par Enrique Álvarez Conde, l'un de ses rivaux au sein du corps enseignant —, ce qui deviendra, en 2018, « l'affaire des masters ». Selon ElDiario.es en avril 2018 et El País en décembre 2022, Pedro González-Trevijano a accordé à Enrique Álvarez Conde des ressources conséquentes et une autonomie totale sur l'IDP en retour de son retrait, en 1999, de la candidature au poste de professeur de droit constitutionnel obtenu par González-Trevijano, puis de son soutien à la candidature du futur recteur trois ans plus tard,.

## Magistrat constitutionnel

### Nomination et mandat
Le 7 juin 2013, le Conseil des ministres du gouvernement Rajoy I nomme Pedro González-Trevijano magistrat du Tribunal constitutionnel, aux côtés du juge de l'Audience nationale, Enrique López, quelques heures après que le Conseil général du pouvoir judiciaire a désigné Santiago Martín Vares et Juan Antonio Xiol. Il prête serment devant le roi Juan Carlos Ier et entre en fonction six jours plus tard, à l'instar de ses trois nouveaux collègues, faisant ainsi basculer la majorité du Tribunal vers les conservateurs avec sept juges, contre cinq progressistes.
Sa candidature à la présidence du Tribunal à la suite du renouvellement triennal de 2019 est fortement pressentie, en 2018, au sein de l'institution et de la classe politique. Son mandat de magistrat arrive en effet à échéance en 2022, et la coutume veut que le président soit choisi parmi les magistrats qui entament le dernier tiers de leur mandat. Néanmoins, les révélations autour de l'affaire des masters, bien qu'elles ne le mettent pas directement et personnellement en cause, fragilisent cette hypothèse. Cette même année, il est élu à l'Académie royale de jurisprudence et de législation (RAJYL).
À la suite de la déclaration de l'état d'alerte par le gouvernement espagnol pour faire face à la pandémie de Covid-19, le parti d'opposition Vox dépose le 27 avril 2020 une demande de contrôle de constitutionnalité auprès du Tribunal constitutionnel. Désigné rapporteur de la décision après que le magistrat Fernando Valdés a démissionné en raison d'une mise en cause judiciaire, Pedro González-Trevijano propose, selon des révélations d'El Español, en juin 2021 de constater l'inconstitutionnalité de la décision gouvernementale car celle-ci a consisté en une suspension de l'exercice des droits fondamentaux, ce que l'état d'alerte ne permet pas. Lors du débat en plénière, le 12 juillet, quatre magistrats appuient sa thèse, cinq autres la rejettent — le progressiste Cándido Conde-Pumpido se montrant le plus virulent — et la vice-présidente, Encarnación Roca, n'exprime aucune indication de vote. Deux jours plus tard, l'état d'alerte est effectivement déclaré inconstitutionnel par six voix contre cinq, à la suite de la bascule d'Encarnación Roca.

### Président du Tribunal constitutionnel
Le renouvellement triennal des quatre magistrats désignés par le Congrès des députés se produit finalement en 2021. Le 19 novembre, à l'occasion de la première plénière de l'institution renouvelée, Pedro González-Trevijano est élu, à l'unanimité, président du Tribunal constitutionnel, le progressiste Juan Antonio Xiol devenant son vice-président. Il indique que son objectif est de pacifier les relations internes au Tribunal, marquées par des tensions et une absence d'unanimité dans un certain nombre de décisions majeures, alors que son mandat sera de courte durée, puisqu'il doit théoriquement prendre fin le 12 juin 2022. À la date prévue cependant, le Conseil général du pouvoir judiciaire (CGPJ) n'est pas en mesure de nommer les deux magistrats du tiers à renouveler, ce qui maintient en affaires courantes les quatre juges désignés en 2013.
Après que le Parti socialiste ouvrier espagnol (PSOE) et Unidas Podemos (UP) ont fait adopter, par voie d'amendement à une proposition de loi au Congrès des députés, en décembre 2022 une série de mesures destinées à permettre la réalisation de ce renouvellement, le Parti populaire saisit le Tribunal constitutionnel et lui demande, en référé, de suspendre la procédure législative pour ces deux amendements. Le 19 décembre, par six voix contre cinq, le Tribunal fait droit au recours du PP et paralyse l'examen des amendements par le Sénat, à l'issue d'une séance plénière extraordinaire au cours de laquelle Pedro González-Trevijano et Antonio Narváez ont voté contre leur propre récusation, demandée par le PSOE et UP — car l'entrée en vigueur de la loi amendée signifiait la fin de leur mandat — et rejetée, également, par six voix contre cinq. Dans les deux cas, les blocs conservateur et progressiste votent solidairement. Deux jours plus tard, le ministère public du Tribunal constitutionnel dépose par écrit son réquisitoire pour traiter du recours déposé par le Sénat pour obtenir la levée de la suspension d'examen des amendements, et soutient que le président et Narváez doivent se récuser, étant donné leur intérêt personnel dans l'affaire. Le recours de la chambre haute est rejeté peu après, sans que les deux susnommés ne se soient récusés.
Le 31 décembre, après que le Conseil du pouvoir judiciaire a finalement désigné ses deux candidats et que le gouvernement l'avait déjà fait en novembre, quatre nouveaux magistrats entrent en fonction, mettant un terme au mandat de Pedro González-Trevijano. Cándido Conde-Pumpido, issu du prochain tiers à renouveler, est élu le 11 janvier 2023 par six voix contre cinq pour lui succéder à la présidence du Tribunal constitutionnel.